# Barbara J. Grosz
Pour les articles homonymes, voir Grosz.
Barbara J. Grosz, née à Philadelphie le 21 juillet 1948, est une informaticienne américaine et professeure de sciences naturelles à l'Université Harvard.  Elle a contribué de façon significative aux domaines du traitement du langage naturel et des systèmes multi-agents. Elle est doyenne du Radcliffe Institute de 2007 à 2011.

## Éducation
Grosz a obtenu une licence en mathématiques de l'Université Cornell en 1969, puis un master et une thèse en informatique à l'Université de Californie à Berkeley en 1971 et 1977, respectivement.

## Carrière
Grosz a créé et dirigé plusieurs institutions interdisciplinaires et a fait progresser la place des femmes dans la science. Elle est la première doyenne des sciences de l'Institut, de 2001 à 2007, concevant et construisant son programme scientifique. De 2007 à 2011, Grosz est doyenne par intérim, puis doyenne du Radcliffe Institute for Advanced Study de Harvard, elle démissionne pour retrouver son poste professoral, remplacée par Lizabeth Cohen. Elle siège au Conseil scientifique et au comité directeur scientifique de l'Institut de Santa Fe.  Elle a permis à Harvard d'être l'une des premières universités à intégrer la philosophie dans les différents cursus d'informatique.

### Récompenses et distinctions
Grosz est membre de la société américaine de philosophie (2003), de l'académie américaine des arts et des sciences (2004) et de la l'Académie nationale d’ingénierie (2008). Elle est membre de l'Association for the Advancement of Artificial Intelligence (AAAI) (1990), de l'Association américaine pour l'avancement des sciences (1990) ainsi que de l'Association for Computing Machinery (ACM) (2004).
En 1993, elle devient la première femme présidente de l'AAAI. En 2008, elle reçoit le prix ACM / AAAI Allen Newell pour ses « contributions fondamentales à la recherche en traitement du langage naturel et dans les systèmes multi-agents, pour son leadership dans le domaine de l'intelligence artificielle, et pour son rôle dans l'établissement et le leadership d'institutions interdisciplinaires ». En 2014, elle est élue membre correspondante de la Royal Society of Edinburgh. En 2015, elle reçoit le prix IJCAI d'excellence en recherche pour ses recherches pionnières sur le traitement du langage naturel et sur les théories et applications de la collaboration multi-agents. En 2017, elle reçoit le prix d'excellence de l'Association for Computational Linguistics Life Time Achievement. 

## Recherches
Grosz s'est spécialisée dans le traitement du langage naturel et les systèmes multi-agents. Elle a développé certains des premiers systèmes de dialogue informatique et est une pionnière du domaine de recherche de la modélisation informatique du discours.
Son travail sur les modèles de collaboration a contribué à créer ce domaine et fournit le cadre de plusieurs systèmes d'interface multi-agents et homme-machine collaboratifs. Grosz a développé une théorie de la structure du discours qui spécifie comment l'interprétation du discours dépend des interactions entre les intentions du locuteur, l'état attentionnel et la forme linguistique,. Elle a utilisé cette théorie pour étudier l'utilisation de l'intonation pour transmettre des informations sur la structure du discours, par exemple comment les tons caractérisent, dans la langue parlée, une partie de la structure que les paragraphes et les parenthèses indiquent dans la langue écrite.

### Publications
Grosz a contribué à hauteur d'un chapitre au livre 2018 Architects of Intelligence: The Truth About AI from the People Building it par le futuriste américain Martin Ford.